# Anthrax brevis
Anthrax brevis är en tvåvingeart som beskrevs av Becker och Stein 1913. Anthrax brevis ingår i släktet Anthrax och familjen svävflugor.
Artens utbredningsområde är Iran. Inga underarter finns listade i Catalogue of Life.